# ماموتو ندياي
 ماموتو ندياي (بالفرنسية: Mamoutou N'Diaye)‏ (مواليد 15 مارس 1990) هو لاعب كرة قدم مالي .

## روابط خارجية
- ماموتو ندياي على موقع قاعدة بيانات كرة القدم.إي يو (الإنجليزية)
- ماموتو ندياي على موقع ناشيونال فوتبول تيمز (الإنجليزية)
- ماموتو ندياي على موقع Soccerway.com (الإنجليزية)
- ماموتو ندياي على موقع عالم كرة القدم.نت (الإنجليزية)
- ماموتو ندياي على موقع كووورة
- ماموتو ندياي على موقع AS.com (الإسبانية)

- صفحة اللاعب على سوكر واي